# 3388 Tsanghinchi
A 3388 Tsanghinchi (ideiglenes jelöléssel 1981 YR1) a Naprendszer kisbolygóövében található aszteroida. A Bíbor-hegyi Obszervatórium fedezte fel 1981. december 21-én.